# Sarah Vowell
Sarah Jane Vowell, née le 27 décembre 1969, est une autrice, journaliste, essayiste et actrice américaine. Souvent qualifiée « d'observatrice sociale », Vowell écrit sept livres sur l'histoire et la culture américaines. Elle a contribué à l'émission de radio This American Life sur Public Radio International de 1996 à 2008, écrivant de nombreux commentaires et documentaires et jouant dans beaucoup d'émissions en live du programme. Elle a aussi doublé la voix de Violet dans le film animé Les Indestructibles.

## Enfance et éducation
Sarah Vowell naît à Muskogee, Oklahoma, et déménage à Bozeman, Montana, avec sa famille à l'âge de onze ans. Elle a une sœur jumelle, Amy. Sarah passe son baccalauréat universitaire ès lettres à l'université d'État du Montana en 1993, en lettres et langues modernes, et obtient une maîtrise d'histoire de l'art à l'École de l'Art Institute of Chicago en 1996. Sarah Vowell reçoit le prix du journalisme musical en 1996.

## Carrière

### Ouvrages publiés
Sarah Vowell a écrit sept livres sur l'histoire et la culture américaines qui deviennent des bestsellers du New York Times. Son livre le plus récent est Lafayette in the Somewhat United States (2015), une histoire du marquis de Lafayette, devenu ami et officier de George Washington puis une célébrité américaine. Cet ouvrage reçoit des critiques très positives,.
Elle a aussi rédigé Unfamiliar Fishes (2011), qui évoque le renversement du royaume d'Hawaï. Ce livre, sans chapitres ni sections, passe d'une anecdote à la suivante sans structure claire, ce qui déplaît à certains critiques.
Elle rédige The Wordy Shipmates (2008), qui analyse l'histoire des colons puritains de la Nouvelle-Angleterre et leur contribution à l'histoire des États-Unis, Assassination Vacation (2005) qui retrace le road trip de sites touristiques dédiés aux meurtres des présidents Lincoln, Garfield et McKinley. Elle publie aussi deux recueils d'essais, The Partly Cloudy Patriot (2002) et Take the Cannoli (2000). Son premier livre, Radio On: A Listener's Diary (1997), raconte une année entière d'écoute de la radio, en 1995.
Ses écrits ont été publiés dans The Village Voice, Esquire, GQ, Spin, The New York Times, Los Angeles Times, et le SF Weekly, et elle poste régulièrement sur le magazine en ligne Salon. Elle était l'une des premières contributrices du média trimestriel McSweeney's. En juillet 2005, Vowell remplace Maureen Dowd comme chroniqueuse au New York Times, une expérience reprise deux mois en 2006.

### Apparitions publiques et enseignement

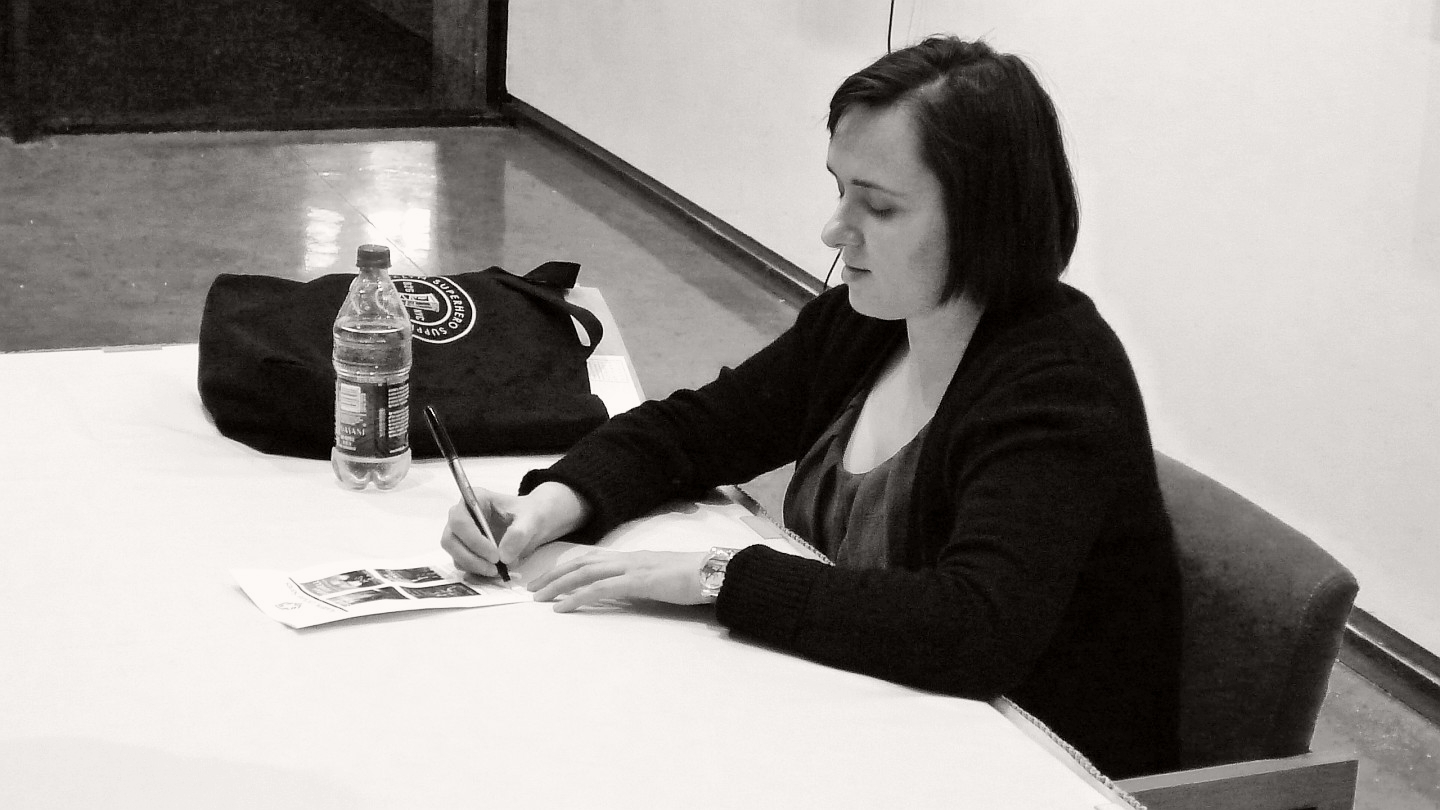
Vowell signing books after a lecture at Lamar University, Beaumont, Texas, 2010

Vowell a participé aux émissions télévisées Nightline, The Daily Show with Jon Stewart, The Colbert Report, Jimmy Kimmel Live!, Late Show with David Letterman, and Late Night with Conan O'Brien.
En avril 2006, Vowell est invitée à présenter à la conférence des autrices du Kentucky. En août et septembre 2006, elle participe à la tournée nationale Revenge Of The Book Eaters, dont l'objectif est de lever des fonds pour des bibliothèques jeunesse.

### Voix et carrière d'actrice
Le premier livre de Vowell, qui se focalisait sur la radio, a attiré l'attention de la présentatrice de This American Life, Ira Glass, et a mené à plusieurs invitations à l'émission. Beaucoup d'essais qu'elle a écrits proviennent directement de ses interventions dans l'émission.
En 2004, Vowell joue la voix de Violet Parr, une adolescente timide du film Pixar Les Indestructibles, et elle reprend ce rôle pour les jeux vidéo et événements Disney on Ice de la franchise. Les créateurs du film l'ont découverte dans l'épisode 81 de This American Life. 
Elle commente "Murder at the Fair: The Assassination of President McKinley", un épisode de la minisérie 10 Days That Unexpectedly Changed America.
En septembre 2006, elle joue dans la série ABC Six Degrees.  Elle joue dans un épisode de Bored to Death. 
Le 17 novembre 2011, Vowell rejoint The Daily Show en tant que correspondante sur l'histoire.

## Vie personnelle
Sarah Vowell est d'origine Cherokee. Elle estime que c'est "aussi rare et remarquable, au nord-est de l'Oklahoma, qu'être un fan de Michael Jordan à Chicago". Elle suit la Piste des Larmes avec sa sœur Amy, et raconte l'histoire en une heure entière dans The American Life en 1998.
Sarah Wowell fait partie du conseil d'administration de 826NYC, une association caritative qui propose des cours particuliers et un centre d'écriture aux étudiants de 6 à 18 ans à Brooklyn.
Elle est athée,.

## Filmographie

### Film
| Année | Titre                          | Rôle                  | Notes            |
| ----- | ------------------------------ | --------------------- | ---------------- |
| 1987  | End of the Line                | Serveuse du diner     |                  |
| 2002  | Gigantic (A Tale of Two Johns) | Elle-même             |                  |
| 2004  | Les Indestructibles            | Violet Parr           | (voix originale) |
| 2010  | Please Give                    | Femme dans le magasin |                  |
| 2011  | Hit So Hard                    |                       |                  |
| 2013  | A.C.O.D.                       | Lorraine              |                  |
| 2018  | Les Indestructibles 2          | Violet Parr           | (voix originale) |

### Télévision
| Année            | Titre                           | Rôle        | Notes      |
| ---------------- | ------------------------------- | ----------- | ---------- |
| 2006–2007        | Six Degrees                     | Edie        | 2 épisodes |
| 2009             | Bored to Death                  | Journaliste |            |
| 2011             | Jimmy Kimmel Live!              | Elle-même   | Invitée    |
| 2011, 2013, 2015 | The Daily Show with Jon Stewart | Elle-même   | Invitée    |
| 2015             | Conan                           | Elle-même   | Invitée    |

### Jeu vidéo
| Année | Titre                                 | Rôle        | Notes  |
| ----- | ------------------------------------- | ----------- | ------ |
| 2004  | Les Indestructibles                   | Violet Parr | (voix) |
| 2012  | Kinect Rush: A Disney-Pixar Adventure | Violet Parr | (voix) |
| 2013  | Disney Infinity                       | Violet Parr | (voix) |
| 2015  | Disney Infinity 3.0                   | Violet Parr | (voix) |

### Court métrage
| Année | Titre                                | Rôle      |
| ----- | ------------------------------------ | --------- |
| 2005  | Vowellett - An Essay by Sarah Vowell | Elle-même |